# Geir Ivarsøy

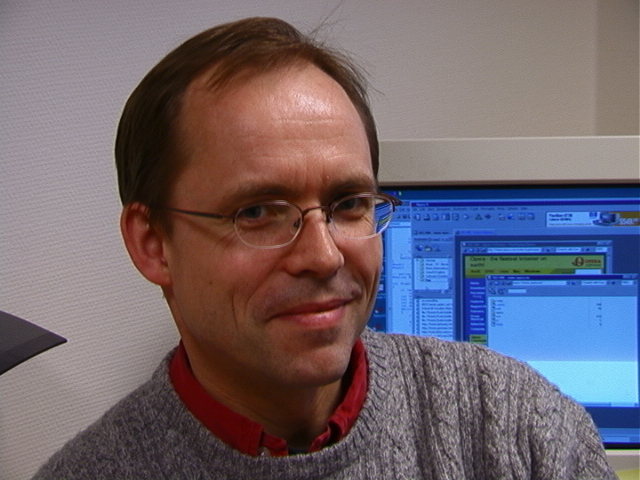
Geir Ivarsøy, 2000

Geir Ivarsøy (* 27. Juni 1957; † 9. März 2006) war ein norwegischer Softwareentwickler.
Ivarsøy arbeitete Anfang der 1990er Jahre zusammen mit Jon Stephenson von Tetzchner und Håkon Wium Lie in einer Forschungsgruppe der staatlichen norwegischen Telefongesellschaft (heute Telenor) an einem Webbrowser. Nachdem das Projekt eingestellt worden war, gründete Ivarsøy zusammen mit von Tetzchner 1995 die Firma „Opera Software“, die im Dezember 1996 mit der Version 2.10 die erste Version des Webbrowsers Opera veröffentlichte.
Ivarsøy blieb zusammen mit von Tetzchner bis Januar 2004 im Aufsichtsrat des Unternehmens, war aber auch in der Folgezeit im Unternehmen aktiv.
Geir Ivarsøy starb im März 2006 infolge einer Krebserkrankung.